# تشمبان
تشمبان هي قرية في مقاطعة شاهين دج، إيران. في تعداد عام 2006، لوحظ وجودها، ولكن لم يتم الإبلاغ عن سكانها.